# Høfde
En høfde eller bølgebryder er en form for passiv kystbeskyttelse og er betegnelsen for en konstruktion, der går vinkelret på kystlinjen. Høfder kan bestå af stenblokke, pæle og/eller cementblokke. Formålet er at mindske erosion af kysten, da høfden virker som en forhindring for det sand, som bølgerne transporterer langs kysten. Resultatet er en bredere strand på høfdens luvside, det vil sige forside. Imidlertid sker der samtidig en større erosion bagved (altså på læsiden af) høfden, hvorved problemet med kysterosion eksporteres længere ned af kysten. Dette er hovedårsagen til, at der ikke længere bygges høfder. Eksisterende konstruktioner bliver dog vedligeholdt.
Der findes ca. 100 høfder langs den jyske vestkyst bygget af granit og beton.
Danmarks første høfde blev bygget ved Bovbjerg i 1875.
Danmarks længste høfde er ca. 800 meter lang og findes på Agger Tange, nord for indsejlingen til Thyborøn Kanal.